# 诺彦·罗卜僧勒布希德特布丹扎拉森

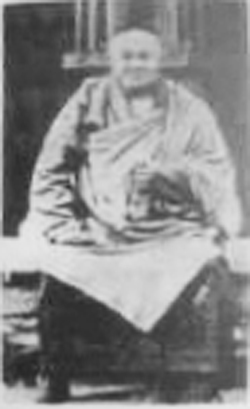
罗卜僧勒布希德特布丹扎拉森

诺彦·罗卜僧勒布希德特布丹扎拉森（1895年—1937年），蒙古族，图什业图旗（今内蒙古自治区科尔沁右翼中旗）人，第六世诺彦活佛。

## 生平
清朝光绪二十一年（1895年），第六世葛根罗卜僧勒布希德特布丹扎拉森转世。他是札萨克图旗亚玛吐屯的丹毕的长子，出身“哈利亚图”（又译“哈日雅图”，意为“属民”）。光绪三十年（1904年），六世葛根9岁登位，号呼图克图。光绪三十四年（1908年）春，13岁时赴青海塔尔寺觐见十三世达赖，哲里木盟十旗捐给经费，春去秋回。
1912年农历八月二日，札萨克图郡王乌泰发动叛乱，六世葛根随乌泰叛乱，运用活佛的神权及宗教影响，将葛根庙变成了叛乱“屯驻重兵要点”。1912年8月20日，被札萨克图郡王乌泰封为“第一路领兵元帅”，率蒙古兵丁五百多人进攻沙碛茅土（今洮南市）。8月22日，与奉天西路军王良臣交战战败后，撤回葛根庙。9月13日晚，奉天北路军总指挥吴俊陞猛烈进攻葛根庙，凌晨占领葛根庙。作战失败后，六世葛根随乌泰经呼伦贝尔逃到兴安岭南部的桑古尔巴山中，乌泰和六世葛根在该地居住了六、七天之后，便在俄国军队护送下，赴外蒙古首府库伦。1915年10月，六世葛根从库伦回到本旗葛根庙。
1916年，六世葛根经中国东北的军阀同意后，在葛根庙建立了共有10名士兵的武装，这些士兵均为沙毕那尔。 
1928年，九世班禅曾来到葛根庙举行时轮金刚法会，六世葛根时年33岁。
1933年，六世葛根在38岁时，以其弟弟的名义娶了哈达那拉屯台吉哈布盖之女“俏皮娘”为妻子。娶“俏皮娘”之后的第二年，他又想纳妾，但未能纳成。从40岁开始，六世葛根精神便不正常。1937年春，他在42岁时赴五台山一次，回到葛根庙之后，于同年7月10日圆寂。